# Pieśń słoneczna
Pieśń słoneczna, także Pochwała stworzenia – liryczny kantyk religijny z XIII wieku, najstarszy zabytek poezji w języku włoskim (volgare), modlitwa autorstwa św. Franciszka z Asyżu.

## Autorstwo i okoliczności powstania
Franciszek z Asyżu napisał Pochwałę stworzenia w ludowym języku włoskim. Odstąpił w ten sposób od tradycji, która wymagała, aby teksty modlitw były pisane po łacinie, ponieważ chciał się zwrócić przede wszystkim do swoich rodaków, czyli Umbryjczyków. Kantyk był jedną z pierwszych laud, napisanych w języku ludowym. Biedaczyna skomponował także melodię, lecz jej zapis się nie zachował.
Pieśń słoneczna powstawała prawdopodobnie w trzech etapach. Pierwsza część powstała między zimą 1224 a wiosną 1225 roku, gdy Franciszek przebywał w chatce przylegającej do kościoła San Damiano. Drugą strofę napisał podczas konfliktu, który wybuchł między biskupem Asyżu Gwidonem a burmistrzem Oportolo Bernardim. Ostatnia zwrotka powstała w roku 1226, na kilka miesięcy przed śmiercią Franciszka.

## Treść i interpretacja
Na początku autor podkreśla relację między człowiekiem a Bogiem, zaznaczając dystans jaki ich dzieli. Następnie oddaje Bogu chwałę i cześć poprzez ciała niebieskie (słońce, księżyc i gwiazdy) oraz żywioły ziemskie (ogień, woda, ziemia i powietrze).  Nie wspomina w nim o żadnym żywym stworzeniu, np. o zwierzętach, które bardzo kochał. W dwóch kolejnych strofach Franciszek uwydatnia wartości pokoju, przebaczenia i braku lęku przed śmiercią. W końcowej zwrotce zachęca do błogosławienia Boga i służenia mu z pokorą.
Mimo że Biedaczyna nie angażował się w polemiki z heretykami, to Pieśń słoneczna była odpowiedzią na ruch katarów. Franciszek podkreśla, że świat nie jest złym miejscem, ale dziełem dobroci Stworzyciela, które uważa za piękno. Według Henry’ego Thode’a, napisanie Pochwały stworzenia miało stanowić zwrot w XIII wieku i zapoczątkować włoski renesans. Był on spowodowany siłą duchową założyciela Zakonu Braci Mniejszych. Brak wzmianek o zwierzętach w Pieśni tłumaczony był ryzykiem powiązania z panteizmem.

## Cytaty biblijne
W tekście Pieśni słonecznej znalazł się szereg cytatów biblijnych, zarówno ze Starego jak i z Nowego Testamantu. W wersecie 1. znajduje się wyliczenie przynależnych Bogu aktów czy sposobów oddania czci zaczerpnięte z Apokalipsy św. Jana – cytat z rozdz. 4 wersety 9 i 11. W wersecie 3. kantyku zacytowana została starotestamentalna Księga Tobiasza − rozdz. 8 werset 5. W kolejnych wersetach franciszkowego tekstu znajdują się na przemian cytaty z Księgi Daniela i Księgi Psalmów. I tak są to odpowiednio: werset 5. Kantyku − Ps 148,3; werset 6 − Dn 3,64−65 i Ps 103,13−14; werset 7 − Ps 148,4−5; werset 8 − Dn 3,66 i Ps 77,14; werset 9 − Dn 3,74 i Ps 103,13-14. W wersetach 10. i 11. znajdują się odwołania do Ewangelii Mateusza  − Mt 6,12 oraz Mt 5,10. W 13. wersecie kantyku ponownie pojawiają się zapożyczenia z Apokalipsy − Ap 2,11 oraz 20,6. Ostatnie odniesienie biblijne znajduje się w końcowym wersecie 14. i jest to cytat z Księgi Daniela − Dn 3,85.

## Tekst i tłumaczenie

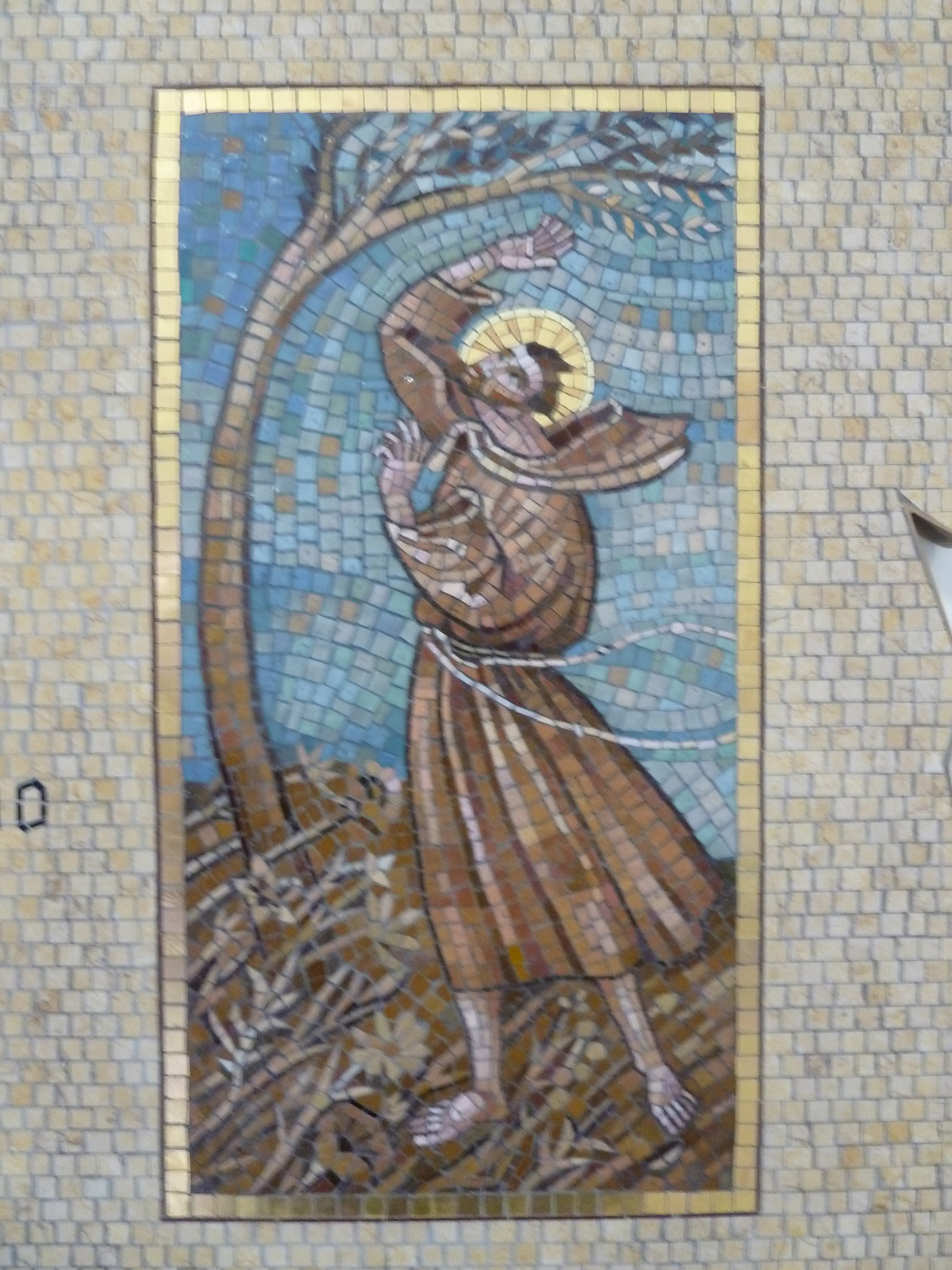
Brat Wiatr, mozaika w Rzymie, Kuria generalna franciszkanów

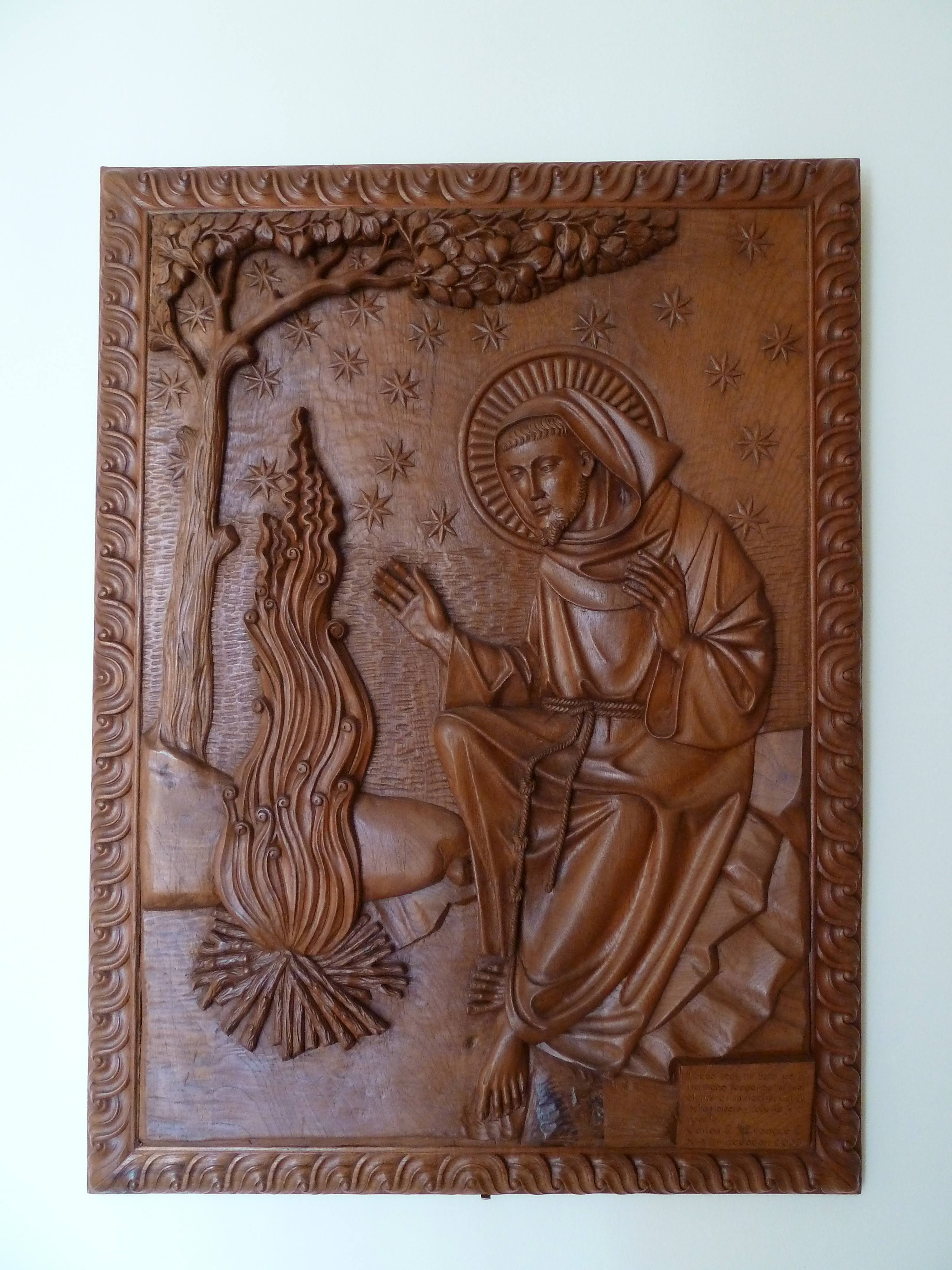
Brat Ogień, płaskorzeźba w Rzymie, Kuria generalna franciszkanów

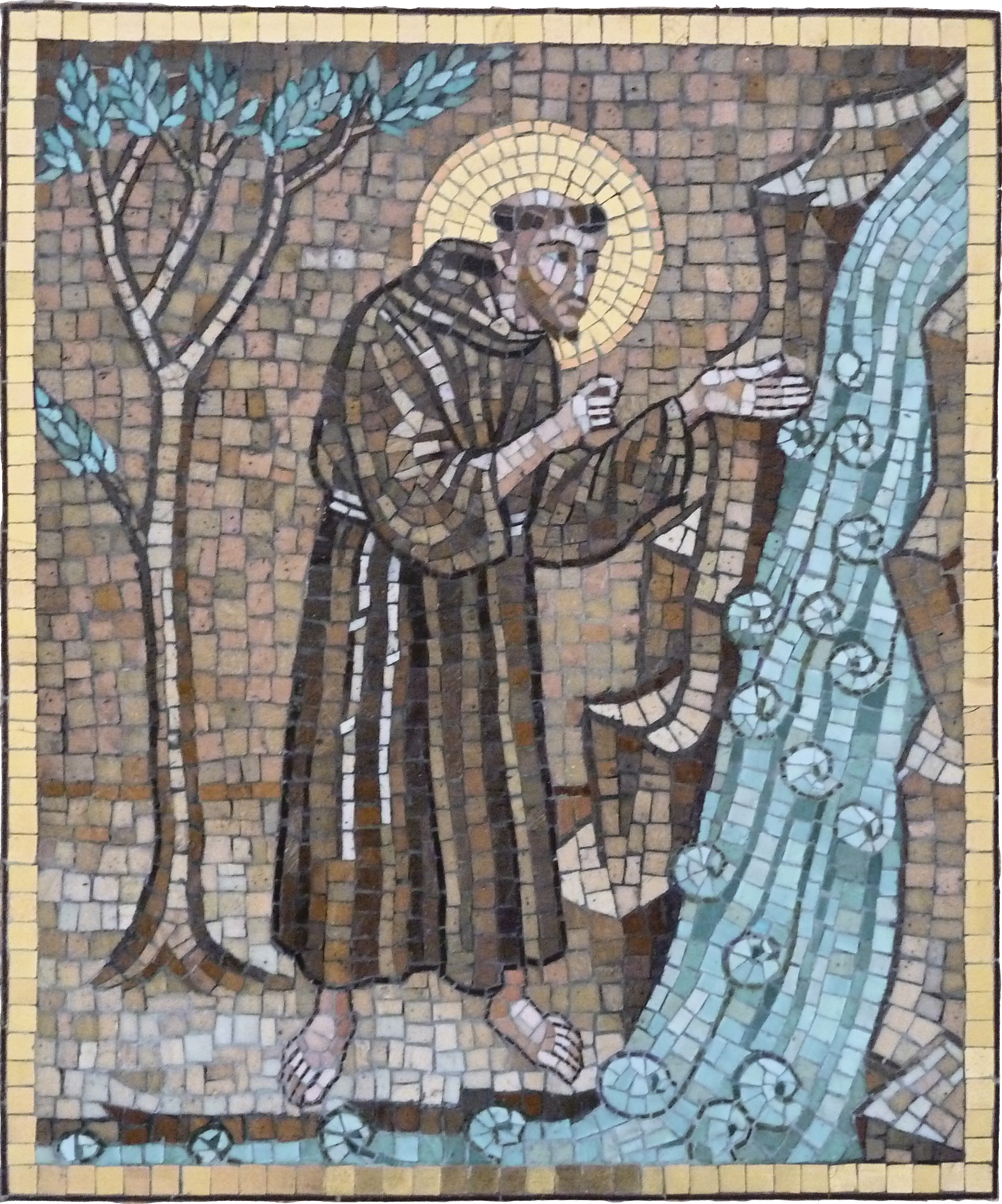
Siostra Woda, mozaika w Rzymie, Kuria generalna franciszkanów

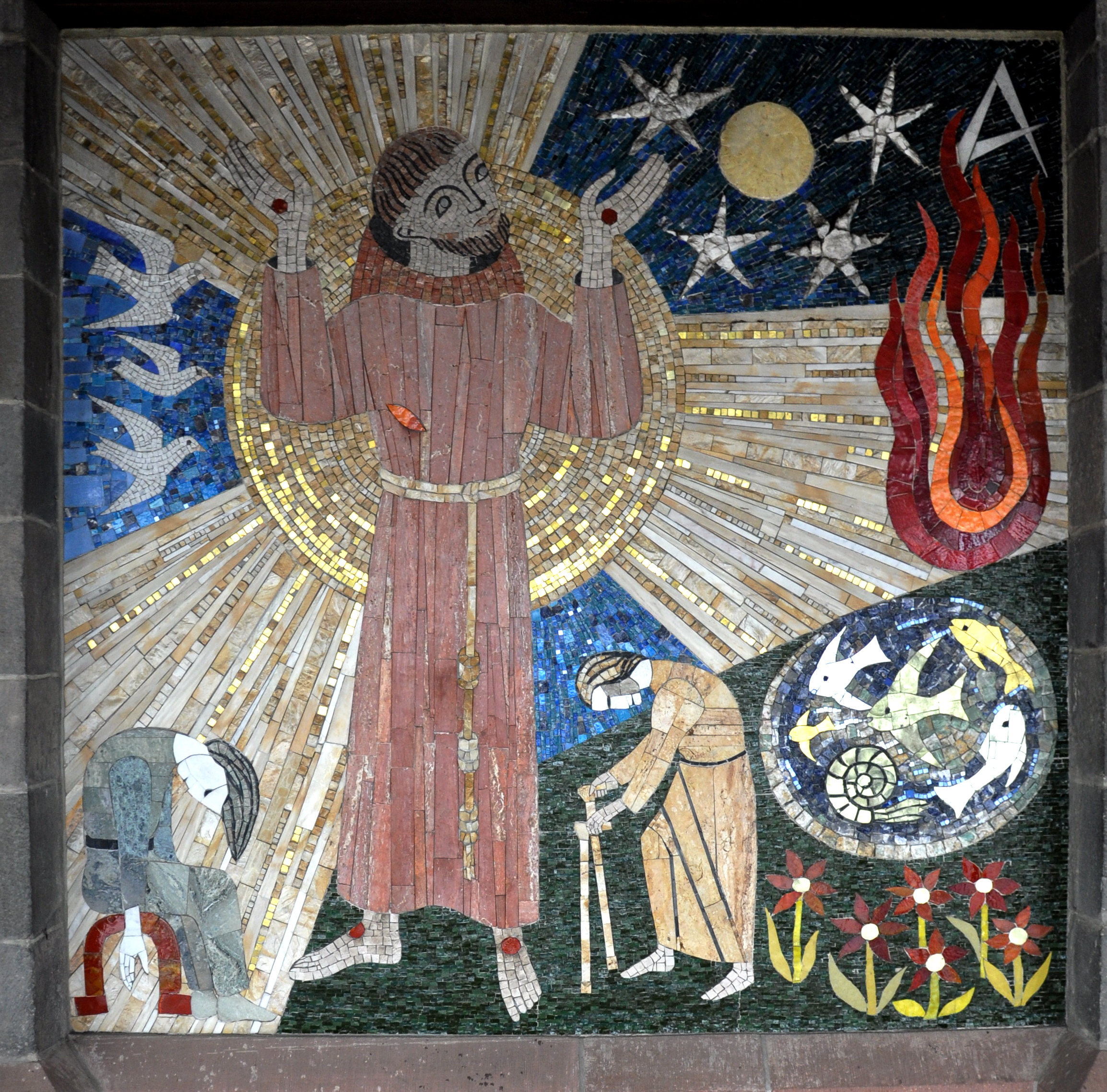
Pieśń słoneczna, mozaika we Frankfurcie, Liebfrauenkirche, 1979

### Oryginalny tekst
Altissimu, onnipotente, bon Signore,

Tue so’ le laude, la gloria e l’honore et onne benedizione.

Ad Te solo, Altissimo, se konfane,

e nullu homo ène dignu Te mentovare.

Laudato sie, mi’ Signore, cum tutte le Tue creature,

spezialmente messor lo frate Sole,

lo qual è iorno et allumini noi per lui.

Et ellu è bellu e radiante cum grande splendore:

de Te, Altissimo, porta significazione.

Laudato si’, mi’ Signore, per sora Luna e le stelle:

in celu l’ài formate clarite e preziose e belle.

Laudato si’, mi’ Signore, per frate Vento

e per aere e nubilo e sereno et onne tempo,

per lo quale a le Tue creature dài sustentamento.

Laudato si’, mi’ Signore, per sor’Acqua,

la quale è multo utile et humile e preziosa e casta.

Laudato si’, mi’ Signore, per frate Focu,

per lo quale ennallumini la notte:

et ello è bello e iocundo e robustoso e forte.

Laudato si’, mi’ Signore, per sora nostra matre Terra,

la quale ne sustenta e governa,

e produce diversi frutti con coloriti flori et herba.

Laudato si’, mi’ Signore,

per quelli ke perdonano per lo Tuo amore

e sostengo infirmitate e tribulazione.

Beati quelli ke ’l sosterrano in pace,

ka da Te, Altissimo, sirano incoronati.

Laudato si’, mi’ Signore,

per sora nostra Morte corporale,

da la quale nullu homo vivente po’ skappare:

guai a quelli ke morrano ne le peccata mortali;

beati quelli ke trovara` ne le Tue santissime voluntati,

ka la morte secunda no ’l farrà male.

Laudate e benedicete mi’ Signore e rengraziate

e serviateli cum grande humilitate.

### Tłumaczenie polskie
Najwyższy, wszechmogący, dobry Panie,

Twoja jest sława, chwała i cześć, i wszelkie błogosławieństwo.

Jedynie Tobie, Najwyższy, przystoją,

A żaden człowiek nie jest godny nazwać Ciebie.

     Pochwalony bądź, Panie, z wszystkimi swymi twory,

Przede wszystkim z szlachetnym bratem naszym, słońcem,

które dzień stwarza, a Ty świecisz przez nie;

I jest piękne i promienne w wielkim blasku;

Twoim, Najwyższy jest wyobrażeniem.

     Pochwalony bądź, Panie, przez brata naszego, księżyc, i nasze siostry, gwiazdy;

Tyś ukształtował je w niebie jasne i cenne, i piękne,

     Pochwalony bądź, Panie przez brata naszego, wiatr,

I przez powietrze, i czas pochmurny i pogodny, i wszelki,

I przez które dajesz tworom utrzymanie.

     Pochwalony bądź, Panie, przez siostrę naszą, wodę,

Co pożyteczna jest wielce i pokorna, i cenna, i czysta.

     Pochwalony bądź, Panie, przez brata naszego, ogień,

Którym oświecasz noc,

A on jest piękny i radosny, i silny, i mocny.

     Pochwalony bądź, Panie, przez siostrę naszą, matkę ziemię,

Która nas żywi i chowa,

I rodzi różne owoce z barwnymi kwiaty i zioły.

     Pochwalony bądź, Panie, przez tych, co przebaczają dla miłości Twojej

I znoszą słabość i utrapienie.

Błogosławieni, którzy wytrwają w pokoju,

Gdyż przez Ciebie, Najwyższy, będą uwieńczeni.

     Pochwalony bądź, Panie, przez naszą siostrę, śmierć cielesną,

Której żaden człowiek żywy ująć nie może;

Biada tym, co konają w grzechach śmiertelnych;

Błogosławieni, którzy znajdą się w Twej najświętszej woli,

Bowiem śmierć wtóra zła im nie uczyni.

     Chwalcie i błogosławcie Pana, i czyńcie Mu dzięki,

i służcie Mu z wielką pokorą.

Bardziej wierne, nowoczesne tłumaczenie Pieśni słonecznej jest dostępne na stronie programu Caritas Laudato Si.

## Kodykologia
Oryginalne strony  Kodeksu 338 ze zbiorów historycznych Biblioteki Miejskiej w Asyżu, pochodzącego z Sacro Convento z tekstem Pieśni słonecznej:

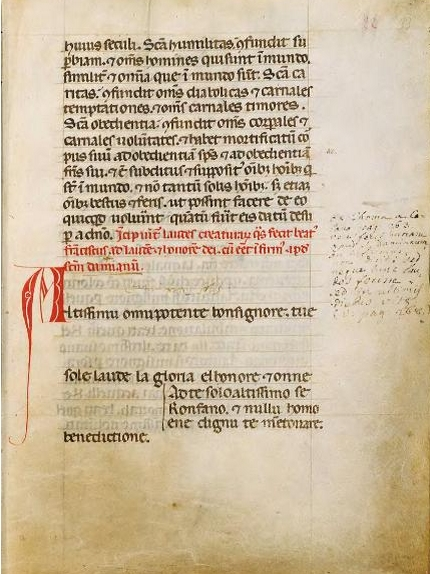
foliał 33v
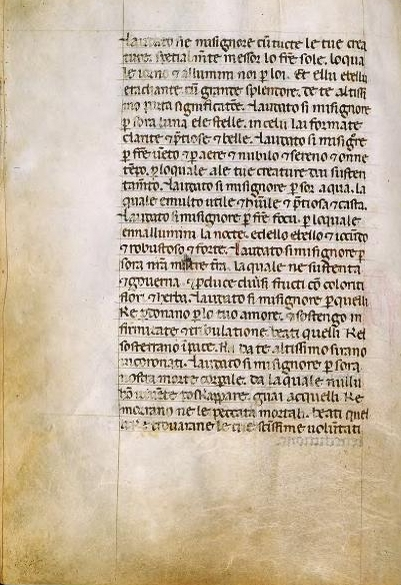
foliał 33r
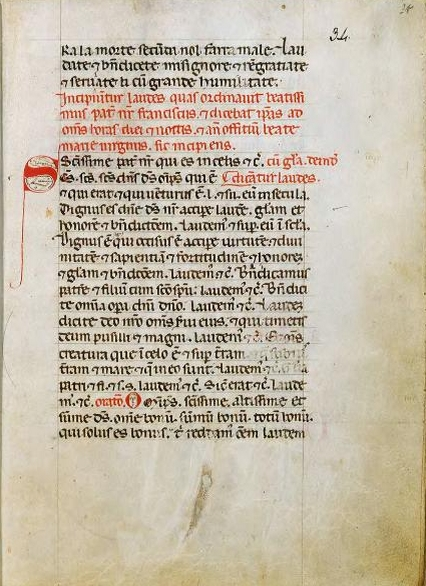
foliał 34v

## Upamiętnienie
W 2015 roku papież Franciszek napisał encyklikę Laudato si', której tytuł jest fragmentem Pieśni słonecznej. Encyklika ta jest jego listem skierowanym do wszystkich ludzi dobrej woli, wzywającym ich do troski o Ziemię – nasz wspólny dom – oraz o ubogich, którzy najbardziej cierpią z powodu niszczenia środowiska naturalnego przez rabunkową gospodarkę. Orędzie to stało się manifestem ekologii integralnej, skupionej zarówno na przyrodzie, jak i na ludziach.
W 2019 roku Caritas Polska stworzył program grantowy Caritas Laudato Si, który popularyzuje ideę ekologii integralnej, przedstawionej przez papieża Franciszka w jego encyklice.
W 2021 roku Światowy Ruch Katolików na rzecz Środowiska, który powstał tuż przed opublikowaniem encykliki Laudato si', zmienił nazwę na Laudato Si' Movement (LSM). Rok później ukazał się film dokumentalny The Letter: A Message for Our Earth, stworzony aby bardziej obrazowo przekazać przesłanie encykliki.
W Roku Jubileuszowym 2025 zainicjowano obchody 800-lecia Pieśni słonecznej, nawiązując także do encykliki Laudato si' papieża Franciszka, napisanej 10 lat przed tym jubileuszem.